# Liste der denkmalgeschützten Objekte in Ošelín
Grundlage dieser Liste der denkmalgeschützten Objekte in Ošelín ist die ÚSKP-Liste (Ústřední seznam kulturních památek České republiky, deutsch Zentrale Liste der Kulturdenkmäler der Tschechischen Republik), die von der tschechischen Denkmalschutzbehörde NPÚ (Národní památkový ústav, deutsch Nationale Denkmalbehörde) seit 1987 geführt wird und an die seit dem Jahr 1850 geschaffenen Listen anschließt.

## Denkmalgeschützte Objekte nach Ortsteilen

### Ošelín
| Lage                                                      | Objekt                  | Beschreibung            | ÚSKP-Nr.                  | Bild |
| --------------------------------------------------------- | ----------------------- | ----------------------- | ------------------------- | ---- |
| Ošelín (Standort)                                         | Kirche hl. Bartholomäus | Kirche hl. Bartholomäus | 29614/4-1832 Info Katalog | BW   |
| in der Mitte der Ortschaft, südlich der Kirche (Standort) | Pfarrhaus               | Pfarrhaus               | 103150 Info Katalog       | BW   |